# Givens Corner
Givens Corner az Amerikai Egyesült Államok északnyugati részén, Washington állam Yakima megyéjében elhelyezkedő önkormányzat nélküli település.